# Congelador
El congelador o frízer (anglicismo adaptado de la voz inglesa freezer) es un equipo de refrigeración que comprende un compartimento aislado térmicamente y un sistema frigorífico, que permite mantener productos a temperaturas bajo cero, evitando así su putrefacción. Se mantiene frío por compresión o por absorción, siendo capaz de mantener los productos almacenados en su interior a una temperatura generalmente comprendida entre −30 °C y −4 °C (°C (grados Celsius))

## Utilización

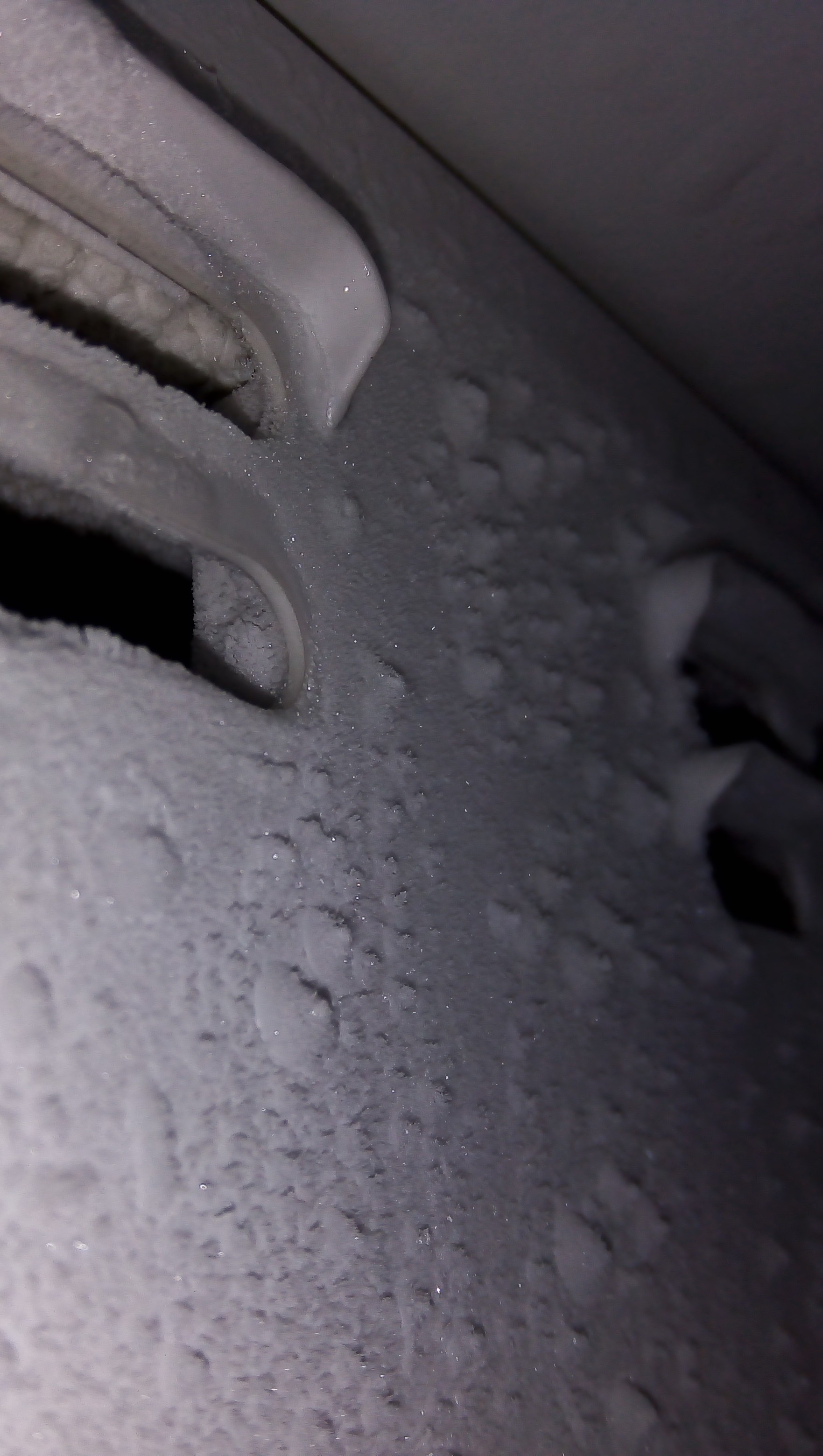
Las temperaturas gélidas en los congeladores (sobre todo en los antiguos) son causa de escarcha y hielo en las paredes debido a la condensación.

Los congeladores son utilizados para almacenar los alimentos y otros productos por largos períodos en estado de congelación y a una temperatura de régimen establecida. La finalidad del congelador es detener la actividad enzimática propia de todo alimento, evitando así su descomposición o la alteración de sus propiedades organolépticas, lo que implicaría una pérdida de calidad. El cese de la actividad enzimática se produce a los −30 °C. No obstante, la mayoría de los congeladores operan alrededor de los −18 °C, donde la actividad enzimática es extremadamente lenta. Esta circunstancia hace que no se puedan mantener indefinidamente los alimentos a dicha temperatura.
Se utilizan tanto en los hogares como para uso comercial. Los congeladores domésticos pueden ser parte de una nevera, y compartir el mismo sistema frigorífico, o pueden ser unidades independientes. Los congeladores domésticos normalmente son unidades verticales, parecidas a un refrigerador, pero dedicadas solo a congelar, o bien unidades tipo «cofre» (también denominados arcones), que son similares a los anteriores, pero en sentido horizontal. Muchos congeladores modernos incorporan un dispositivo automático dispensador de hielo en cubitos, escarchado o ambos.